# Asociación de mujeres musulmanas argelinas
La Asociación de Mujeres Musulmanas Argelinas (AFMA) es una organización de mujeres de Argelia, fundada en 1947.

## Historia
El movimiento de mujeres en Argelia tiene su origen en el movimiento de liberación del colonialismo francés en la década de 1940, cuando las mujeres se movilizaron en la lucha y se integraron en el sistema político. Los dos grupos de mujeres pioneros fueron la Unión de Mujeres Argelinas (UFA), afiliada al Partido Comunista Argelino (PCA), y la Asociación de Mujeres Musulmanas Argelinas (AFMA), fundada en 1947 para movilizar a las mujeres en apoyo de los presos políticos y sus familias.
Los dos grupos femeninos ofrecían a las mujeres un papel más público, que les permitía salir de la reclusión tradicional y participar en la vida pública, pero contrastaban entre sí. La UFA incluía a muchas mujeres en todos los niveles del Partido Comunista Argelino, que abogaban por la igualdad entre hombres y mujeres, tanto en el ámbito educativo como en el profesional y político, mientras que la AFMA movilizaba a las mujeres al igual que a los hombres en la lucha contra el colonialismo francés, pero esperaba que las mujeres se apartaran de la vida pública una vez conquistada la independencia de Francia.
En la década de 1940 se intensificó la necesidad de que las mujeres pudieran conseguir la igualdad, especialmente a través de los partidos políticos. La UFA estaba formada en gran parte por mujeres europeas, aunque no excluía a las musulmanas. La AMA se creó en 1947 con el objetivo de lograr la liberación de la mujer, concretamente en relación con los encarcelamientos que siguieron a las protestas del 8 de mayo de 1945. Esto fue cuando Francia celebró el fin del dominio nazi mientras miles de argelinos protestaron en las calles de Setif y otras ciudades para luchar por la independencia de Argelia como había sido la promesa de Francia a cambio de tropas en el esfuerzo de guerra de los aliados reclamar pacíficamente la independencia de Argelia, como Francia había prometido si la apoyaban en su lucha contra el nazismo, sin embargo, la respuesta de Francia fue la brutal masacre de 45.000 argelinos seguida de asesinatos masivos esporádicos.
Se trataba de un grupo de mujeres intelectuales. Estaba dirigido por Mamia Chentouf y su objetivo era defender las "diferencias biológicas entre hombres y mujeres y afirmaba la cultura árabe musulmana". Ello a pesar de que los escritos del Corán no impiden a las mujeres "desempeñar trabajos en el gobierno o en la sociedad en general" y desde entonces, según Djamila Hanafi, los "ulama" se han convertido en "la escuela más distintiva y destacada del panorama intelectual argelino". Pero existe como resultado del impacto colonial de Francia. 
Una parte importante de la asociación fue la publicación de L'Algérie libre que justificaba que el papel de la mujer en el mundo árabe-musulmán sólo podía explorarse en un marco cultural libre de influencias occidentales», poniendo así de relieve el profundo compromiso y la presencia en la independencia. Cuando se produjo la revolución, la violencia contra las mujeres, mediante torturas, violaciones, detenciones y ejecuciones, y la ampliación del apoyo a la solidaridad femenina contra el dominio colonial se extendieron por toda Argelia. Antes de esta capacidad de contribuir en mayor medida a la vida pública, las mujeres eran entendidas bajo la configuración patriarcal y colonial como amas de casa. Cuidaban de familias numerosas en barrios marginales aislados e industrializados. Eran analfabetas y apenas dejaban constancia de sus experiencias. Carecían de voz en la sociedad, la política y la cultura, incluso después de la independencia de Argelia.
Las mujeres, especialmente las de estos grupos, contribuyeron al movimiento nacionalista en Argelia bajo el paraguas de la "sección femenina" del FLN. Aunque su existencia sólo estuvo presente durante aproximadamente un año, entre 1961 y 1962, su singular presencia es significativa por sugerir que existía la posibilidad de que la emancipación de la mujer hubiera sido un rasgo muy central de la independencia argelina de Francia. Se aparta de una retórica que sugiere que las mujeres eran simplemente pasivas, a manos de los hombres, y destaca acertadamente su participación revolucionaria en la independencia argelina. Esta sección proponía un "programa más radical".
Cuando se produjo la revolución y estalló el conflicto armado, las líderes de estos dos grupos feministas se unieron a los luchadores por la libertad. Nafissa Hamoud, dirigente de la AFMA, fue la primera mujer médico que se unió al movimiento.